# Vol aggravé
Un vol aggravé est une infraction pénale où la loi prévoit une peine plus lourde que la peine pour vol simple en raison des circonstances aggravantes au vol.

## Droit par pays

### Droit canadien
En droit pénal canadien, l'infraction générale de vol (le simple vol) est un vol où la valeur du vol ne dépasse pas 5 000 $ (art. 334 b) C.cr.) et la peine maximale est un emprisonnement de deux ans. Mais lorsque la valeur dépasse 5 000 $ ou lorsque le bien volé est un acte testamentaire, l'emprisonnement maximal est de dix ans (art. 334 a) C.cr.) Le vol d'un véhicule à moteur est une infraction particulière où la peine est un emprisonnement maximal de 10 ans avec une peine minimale de 6 mois en cas d'une troisième infraction.
Il existe aussi une section intitulée « infractions ressemblant au vol » où l'on prévoit des infractions s'apparentant au vol telles que le vol de bestiaux, la prise d'un véhicule à moteur sans consentement, et vol de cartes de crédit. La section suivante prévoit des infractions de vol qualifié et d'extorsion.

### Droit français
Le Code pénal distingue les vols simples et les vols aggravés (existence de circonstances aggravantes du vol à l'instar du vol criminel ou du vol avec violence). Il existe depuis 1988 deux catégories de vols avec violences, les vols avec arme par nature ou par destination, et les vols avec violences sans arme